# Rosa Madureira
Pour les articles homonymes, voir Madureira.
Rosa Madureira, née le 12 avril 1977, est une coureuse de fond portugaise spécialisée en marathon et en course en montagne. Elle a décroché la médaille d'argent aux championnats d'Europe de skyrunning 2007 et a remporté vingt-huit titres de championne du Portugal en marathon, course en montagne et skyrunning.

## Biographie
Rosa commence la compétition sur le tard, au début des années 2000. Auparavant peu intéressée par l'athlétisme, elle se laisse convaincre d'accompagner un voisin lors d'un entraînement et se découvre une passion pour la course à pied et se spécialise dans la discipline de course en montagne. Elle se révèle sur la scène internationale du skyrunning en 2007. Le 10 juin, elle prend part à l'édition inaugurale des championnats d'Europe de skyrunning qui se déroule dans le cadre de la SkyRace Valmalenco-Valposchiavo. Profitant d'une erreur de Pierangela Baronchelli qui lui cause une entorse à la cheville, elle lutte au coude-à-coude avec l'Italienne durant la quasi-totalité du parcours mais cède finalement au sprint final et décroche la médaille d'argent. Elle termine ensuite deuxième du Circuito dos 3 Cântaros qui accueille les premiers championnats du Portugal de course en montagne FPME, battue par Lucinda Moreiras, puis se classe également deuxième de la SkyRace Vallnord-Andorra derrière Angela Mudge.
Rosa connaît une excellente saison 2008 en remportant ses premiers succès. Le 15 juin, elle se fait mener en début de course par sa rivale Lucinda sur le Circuito dos 3 Cântaros mais fait la différence dans la descente pour rattraper son retard et prendre l'avantage. Elle s'impose et remporte son premier titre de championne du Portugal de course en montagne FPME. Deux semaines plus tard, elle remporte la victoire sur la SkyRace Vallnord-Andorra en battant la coureuse locale Stéphanie Jiménez et s'empare de la tête provisoire du classement de la Skyrunner World Series. Moins présente en fin de saison, elle termine à la troisième place du classement général grâce à ses podiums.
Rosa confirme ses bonnes performances en 2009. Le 24 mai, elle se retrouve aux côtés de Stéphanie Jiménez à pourchasser Emanuela Brizio sur la course Zegama-Aizkorri. L'Italienne fait cependant étalage de son talent et prend une confortable avance pour remporter la victoire. Rosa se distancie de Stéphanie pour assurer la deuxième place. Elle remporte à nouveau la victoire au Circuito dos 3 Cântaros et décroche son deuxième titre national.
Le 13 juin 2010, ele remporte sa troisième victoire d'affilée au Circuito 3 Cântaros, remportant à nouveau le titre national.
Rosa fait ses débuts en marathon en 2012 et termine cinquième du marathon de Lisbonne en 2 h 58 min 55 s.
Le 15 juin 2013, elle remporte son premier titre de championne du Portugal de course en montagne classique (FPAT) à Mondim de Basto. Elle est sélectionnée pour les championnats du monde de course en montagne à Krynica-Zdrój. Elle se classe treizième et meilleure Portugaise. Le 3 novembre, elle améliore de plus de quinze minutes son temps en marathon et décroche la quatrième place au marathon de Porto, manquant le podium pour quinze secondes. L'épreuve comptant comme championnats du Portugal de marathon, Rosa décroche le titre. 
Rosa aligne les titres de championne du Portugal en course en montagne FPAT et marathon. Le 8 novembre 2015, elle parvient à décrocher la troisième place du marathon de Porto en 2 h 55 min 50 s derrière sa compatriote Joana Nunes. Elle s'impose au marathon de Funchal en 2015 et 2016.
En juillet 2023, elle est suspendue pour une durée de trois ans avec effet rétroactif au 23 janvier 2022 pour avoir été contrôlée positive à l'heptaminol,.

## Palmarès

### Skyrunning
| no  | féminin            | Course                              | Longueur | Départ          | Temps           |
| --- | ------------------ | ----------------------------------- | -------- | --------------- | --------------- |
| 75e | Médaille d'argent  | Championnats d'Europe de skyrunning | 31 km    | 10 juin 2007    | 3 h 21 min 33 s |
|     | Médaille d'argent  | Circuito dos 3 Cântaros             | 21 km    | 24 juin 2007    | 2 h 9 min 25 s  |
|     | Médaille d'argent  | SkyRace Vallnord-Andorra            | 24 km    | 22 juillet 2007 | 3 h 2 min 43 s  |
| 43e | Médaille d'argent  | SkyRace Valmalenco-Valposchiavo     | 31 km    | 8 juin 2008     | 3 h 18 min 19 s |
|     | Médaille d'or      | Circuito dos 3 Cântaros             | 21 km    | 15 juin 2008    | 2 h 2 min 6 s   |
|     | Médaille d'or      | SkyRace Vallnord-Andorra            | 34 km    | 29 juillet 2008 | 3 h 22 min 15 s |
| 75e | Médaille d'argent  | Zegama-Aizkorri                     | 42,2 km  | 24 mai 2009     | 4 h 56 min 11 s |
|     | Médaille d'or      | Circuito dos 3 Cântaros             | 21 km    | 31 mai 2009     | 2 h 4 min 10 s  |
| 30e | Médaille de bronze | SkyRace Vallnord-Andorra            | 36 km    | 31 mai 2009     | 4 h 42 min 48 s |
| 24e | Médaille d'or      | Circuito dos 3 Cântaros             | 21 km    | 13 juin 2010    | 2 h 7 min 24 s  |

### Course en montagne
| no  | féminin       | Course                                         | Longueur | Départ       | Temps           |
| --- | ------------- | ---------------------------------------------- | -------- | ------------ | --------------- |
| 1re | Médaille d'or | Championnats du Portugal de course en montagne | 8 km     | 15 juin 2013 | 48 min 8 s      |
| 1re | Médaille d'or | Championnats du Portugal de course en montagne | 8 km     | 7 juin 2014  | 48 min 8 s      |
| 1re | Médaille d'or | Championnats du Portugal de course en montagne | 8 km     | 10 mai 2015  | 56 min 46 s     |
| 1re | Médaille d'or | Championnats du Portugal de course en montagne | 8 km     | 11 juin 2016 | 46 min 29 s     |
| 1re | Médaille d'or | Championnats du Portugal de course en montagne | 10 km    | 10 juin 2017 | 56 min 41 s     |
| 22e | Médaille d'or | Championnats du Portugal de course en montagne | 10 km    | 9 juin 2018  | 58 min 25 s     |
| 5e  | Médaille d'or | Championnats du Portugal de course en montagne | 12 km    | 9 juin 2019  | 1 h 21 min 50 s |

### Route
| Année | Compétition          | Lieu     | Place | Épreuve  | Temps           |
| ----- | -------------------- | -------- | ----- | -------- | --------------- |
| 2012  | Marathon de Lisbonne | Lisbonne | 5e    | Marathon | 2 h 58 min 55 s |
| 2013  | Marathon de Porto    | Porto    | 4e    | Marathon | 2 h 43 min 14 s |
| 2014  | Marathon de Lisbonne | Lisbonne | 6e    | Marathon | 2 h 48 min 3 s  |
| 2014  | Marathon de Porto    | Porto    | 4e    | Marathon | 2 h 45 min 0 s  |
| 2015  | Marathon de Funchal  | Funchal  | 1re   | Marathon | 2 h 45 min 0 s  |
| 2015  | Marathon de Lisbonne | Lisbonne | 4e    | Marathon | 2 h 53 min 57 s |
| 2015  | Marathon de Porto    | Porto    | 3e    | Marathon | 2 h 55 min 50 s |
| 2016  | Marathon de Funchal  | Funchal  | 1re   | Marathon | 2 h 55 min 19 s |
| 2016  | Marathon de Lisbonne | Lisbonne | 5e    | Marathon | 2 h 47 min 54 s |
| 2016  | Marathon de Porto    | Porto    | 6e    | Marathon | 2 h 43 min 40 s |
| 2017  | Marathon de Lisbonne | Lisbonne | 5e    | Marathon | 2 h 48 min 4 s  |
| 2017  | Marathon de Porto    | Porto    | 6e    | Marathon | 2 h 48 min 33 s |
| 2018  | Marathon de Funchal  | Funchal  | 1re   | Marathon | 2 h 51 min 23 s |
| 2018  | Marathon de Lisbonne | Lisbonne | 6e    | Marathon | 2 h 47 min 17 s |
| 2018  | Marathon de Porto    | Porto    | 4e    | Marathon | 2 h 50 min 6 s  |
| 2019  | Marathon de Funchal  | Funchal  | 1re   | Marathon | 2 h 55 min 0 s  |
| 2019  | Marathon de Porto    | Porto    | 5e    | Marathon | 2 h 49 min 53 s |
| 2020  | Marathon de Funchal  | Funchal  | 1re   | Marathon | 2 h 50 min 9 s  |

## Records
| Épreuve       | Performance     | Date              | Lieu  |
| ------------- | --------------- | ----------------- | ----- |
| 10 kilomètres | 36 min 34 s     | 15 septembre 2013 | Porto |
| Semi-marathon | 1 h 18 min 1 s  | 6 octobre 2013    | Ovar  |
| Marathon      | 2 h 43 min 14 s | 3 novembre 2013   | Porto |